# Tormenta tropical Ewiniar (2018)
La tormenta tropical Ewiniar fue un ciclón tropical a principios de junio de 2018 que trajo lluvias intensas y prolongadas a Vietnam y el sur de China, provocando inundaciones y deslizamientos de tierra dañinos. La cuarta tormenta nombrada de la temporada de tifones del Pacífico de 2018, Ewiniar se desarrolló como una depresión tropical al este de Vietnam el 2 de junio. El sistema se movió generalmente hacia el norte sobre el Mar de China Meridional, antes de intensificarse en una tormenta tropical cerca del Estrecho de Qiongzhou el 5 de junio. Ewiniar procedió a detenerse en la región cuando las corrientes de dirección colapsaron, tocando tierra sobre la península de Leizhou y luego sobre el norte de Hainan. Ewiniar aceleró hacia el noreste el 7 de junio y retrocedió sobre mar abierto, lo que le permitió fortalecerse ligeramente y alcanzar la intensidad máxima. La tormenta tocó tierra en el este de Guangdong poco después y se debilitó hasta convertirse en depresión tropical el 8 de junio. El sistema finalmente se disipó al este de Taiwán el 11 de junio.
En combinación con el monzón del suroeste, Ewiniar arrojó fuertes lluvias sobre Vietnam y el sur de China durante más de una semana. En Vietnam, algunas casas resultaron dañadas y una persona murió. Las carreteras de la ciudad de Ho Chi Minh se inundaron. En Hainan y Guangdong, se cancelaron más de cien vuelos y los barcos se vieron obligados a refugiarse. Los récords diarios de lluvia para junio se establecieron en ocho ciudades. Veintinueve casas fueron destruidas y más de 27.000 hectáreas (67.000 acres) de cultivos resultaron dañadas. Los deslizamientos de tierra mataron a cinco personas en Yunfu y dejaron una desaparecida en Jiangmen. Fuertes vientos derribaron un sitio de construcción en Guangzhou, mataron a uno e hirieron a ocho, y provocaron el colapso de un edificio en Shenzhen que mató a cuatro e hirió a otros cuatro. Otras dos personas murieron electrocutadas por un cableado defectuoso. Un tornado ocurrió en Foshan, dañando un mercado y tres vehículos. Las interrupciones en los viajes también plantearon dificultades para los estudiantes que tomaban el Examen Nacional de Ingreso a la Universidad. Un total de 13 personas murieron en el sur de China y las pérdidas económicas directas se valoraron en ¥ 5,19 mil millones (US $ 749 millones). En Hong Kong y Macao, se emitieron fuertes señales de viento y se cerraron algunas escuelas. Los vientos racheados derribaron árboles y las fuertes lluvias provocaron inundaciones repentinas, mientras que se avistó una tromba marina cerca de Cheung Chau.

## Historia meteorológica
El Centro Conjunto de Advertencia de Tifones (JTWC) comenzó a rastrear un disturbio tropical que se había desarrollado a unos 139 millas (86 km) al sureste de Puerto Princesa, Palawan.  En este punto, el sistema estaba ubicado en un entorno muy favorable con una cizalladura del viento relativamente baja entre 5-10 nudos y temperatura de la superficie del mar (TSM) de más de 31°C (88°F). El Centro Conjunto de Advertencia de Tifones luego emitió una alerta de formación de ciclones tropicales para el sistema al día siguiente. En la medianoche del 2 de junio, la Agencia Meteorológica de Japón (JMA) clasificó el sistema como una depresión tropical y comenzó a emitir avisos, estimando vientos sostenidos de 10 minutos a aproximadamente 55 km/h (35 mph). Nueve horas más tarde, el Centro Conjunto de Advertencia de Tifones hizo lo mismo y dio el identificador 05W. La convección solo fue limitada ya que estaba envolviendo el centro de circulación de bajo nivel del sistema. El 3 de junio, 05W entró en un entorno desfavorable con cizalladura del viento de moderada alta, a pesar de las temperaturas cálidas de las temperaturas de la superficie del mar. Debido a esto, la convección profunda se secó lejos del centro, lo que contribuyó a exponer y alargar el centro de circulación de bajo nivel del sistema.
05W se mantuvo como una depresión tropical débil debido a la alta cizalladura continua hasta el 5 de junio, cuando el sistema comenzó a reorganizarse con una convección mejorada y más profunda mientras se encontraba en un área donde se había reducido la cizalladura. La convección de abocardado continuo junto con una cizalladura más débil provocó que el Centro Conjunto de Advertencia de Tifones actualizara 05W a una tormenta tropical a las 21:00 UTC del mismo día. En la medianoche del 6 de junio, la Agencia Meteorológica de Japón mejoró el sistema a una tormenta tropical también, recibiendo el nombre de Ewiniar, la cuarta tormenta con nombre de la temporada. Alrededor de ese tiempo, las imágenes satelitales habían representado una creciente nubosidad central densa donde estaba oscureciendo su centro de circulación de bajo nivel del sistema. De acuerdo con el JTWC, sin embargo, a las 09:00 UTC de ese día, la convección profunda había disminuido ligeramente lo que causó que la tormenta se debilitara de nuevo a una depresión tropical.
A las 06:00 UTC del 7 de junio, la JMA había declarado que Ewiniar había alcanzado su intensidad máxima con vientos sostenidos de 10 minutos de 75 km/h (45 mph) junto con una presión barométrica mínima de 998 hPa (29,47 inHg). En ese mismo tiempo, el JTWC re-actualizó a Ewiniar a una tormenta tropical cuando la convección se había profundizado de nuevo, con un pico de 1 minuto reconocido de solo 65 km/h (40 mph). Aunque seis horas después, las imágenes de satélite mostraban que las bandas convectivas comenzaron a decaer cuando Ewiniar se acercaba a la costa del sur de China. y esto llevó al JTWC a emitir su advertencia final sobre Ewiniar a las 21:00 UTC del mismo día. El JMA, sin embargo, rastreó el sistema hasta la medianoche del 9 de junio cuando el sistema se disipó rápidamente por tocar tierra.